# Indul a bakterház (film)
Az Indul a bakterház 1979-ben készített, 1980-ban bemutatott magyar filmvígjáték, melyet Mihályfy Sándor rendezett Rideg Sándor azonos című regénye alapján. 
A filmet részben az ócsai falumúzeumban, részben a Kunszentmiklós-Tass–Dunapataj-vasútvonal Szalkszentmárton és Dunavecse közötti Csabony nevű vasútállomásán forgatták, itt állt a bakterház.
Az alkotás igen hamar kultuszfilmmé vált és minden idők legjobb magyar filmjei között tartják számon, illetőleg a legjobb magyar filmvígjátéknak számít, amelynek sikere a mai napig töretlen.

## Cselekmény
Nehéz az élet a tanyavilágban. Regős Bendegúz, az égetnivalóan rossz csemete sokat tudna róla mesélni. Gyerekkorában sokféle dolgot tartottak felőle: hogy csodagyerek, meg hogy akasztották volna fel kétnapos korában, mert nem lesz belőle becsületes ember, se így, se úgy. Most az anyja elszegődteti a bakterházba, tehénpásztorként szolgálni. A kisfiú a bakterházhoz kerülve szenved a pénzéhes lókupec, a lusta bakter, a fukar paraszt, de legfőképpen a büdös banya miatt. A fiú ezért amennyi csínnyel és komiszsággal csak lehet, igyekszik bosszút állni rosszakaróin. A "jó tanácsokat" a szomszéd bakterbódé iszákos vasutasától kapja; egy fuccsba ment lakodalom, egy átvágott marhakereskedő, éléskamrafosztás követi egymást. A végén, a bakterháznál még egy halott kísértet is tiszteletét teszi. A fiú minden furcsa történést memoárba szed, amit tapasztal. A napok múlásával azonban egyre inkább arra a következtetésre jut, hogy az egész bakterház egy fokkal, talán még annyival se különb, mint ő maga.

## Szereplők
| Szereplő                | Színész         |
| ----------------------- | --------------- |
| Regős Bendegúz          | Olvasztó Imre   |
| Banya, a bakter anyósa  | Horváth Teri    |
| Szabó Sándor, a bakter  | Koltai Róbert   |
| Toppancs Miska, a Patás | Haumann Péter   |
| Buga Jóska              | Csákányi László |
| Csámpás Rozi            | Pécsi Ildikó    |
| Koncz bácsi             | Bánhidi László  |
| Piócás ember            | Szilágyi István |
| Bendegúz anyja          | Molnár Piroska  |
| Csendőr I.              | Farkas Antal    |
| Csendőr II.             | Harsányi Gábor  |
| Varga Pista, a suszter  | Zách János      |
| Marhakereskedő          | Gyulai Károly   |

## Érdekességek
- Bendegúz szereposztása így zajlott: a rendező elment egy intézetbe, és ott válogatott. A feladat a következő volt: aki fenékbe meri rúgni, az lesz Bendegúz. Ezt csak Olvasztó Imre merte megtenni.
- A bakterházat úgy döntötték össze a végén, hogy köteleket kötöttek a házhoz, aztán traktorokkal széthúzták.
- A bakter szerepét eredetileg Bencze Ferenc játszotta volna, ő azonban betegség miatt nem vállalta el, így az utolsó pillanatban kapta meg Koltai Róbert.[3]
- Az utolsó jelenet forgatását kétszer kellett felvenni, mert Bendegúz nem merte megdobni a felnőtteket a gombócokkal, ezért másnap vették fel a jelenetet, de a gombócokat az előző napi forgatásról fagyasztva hozták a forgatásra. Telibe is találta Koltai szemét a lurkó, a filmben is látható módon. A hajigálás folytatását viszont emiatt a korábban felvett snittekből kellett összevágni.
- Csámpás Rozi és a Bakter szalmakazalbeli huncutkodásánál Koltai nem volt jelen, hanem egy, a bakter csizmáját viselő statiszta hempergett Pécsi Ildikóval. Pécsi Ildikó azt nyilatkozta 2017 körül erről a jelenetről, hogy egyedül volt a kazalban. Statisztáról nem esik szó.
- Mikor Bendegúz evés közben kap egy sallert az anyjától, az állát beleüti a tányérba. Ez egyáltalán nem volt benne a forgatókönyvben, a rendezőnek viszont annyira tetszett, hogy benne hagyta a kész változatban.
- A Bendegúzt elnáspángoló parasztot Czuczor László szalkszentmártoni vőfély és amatőr színész játszotta.[4]

## Bakik
- A film végén, mikor dől össze a ház, a harmadik beállításnál lehet látni a tetőre kötött drótokat, amiket egy traktor húz el.
- Bendegúz a film végén szemen dobja egy gombóccal a baktert, aki ezért ki is vonul (valószínűleg a szemét fájlalva).